# مقاطعة كليرواتر (أيداهو)
مقاطعة كليرواتر (بالإنجليزية: Clearwater County)‏ هي إحدى مقاطعات ولاية أيداهو في الولايات المتحدة الأمريكية.